# Jéro Yun
Jéro Yun est un artiste, scénariste et réalisateur sud-coréen, né en 1980 à Pusan.
En 2017, sort le documentaire Madame B, histoire d’une Nord-Coréenne qu'il a réalisé après sa rencontre avec une Nord-Coréenne vendue en Chine.

## Filmographie

### Courts-métrages
- 2010 : Red Road
- La Prophétie, épisodes I et II de Jean-Marc Joachim
- 2014 : The Pig (豬) dans Taipei Factory (台北工廠)
- 2016 : Hitchhiker

### Longs-métrages
- 2013 : Looking for North Koreans
- 2017 : Madame B, histoire d’une Nord-Coréenne[5]
- 2018 : Beautiful Days (뷰티풀 데이즈)[6]
- 2020 : Fighter